# 原田毫衛
原田 毫衛（はらだ はくえ、生年不明 - 1943年（昭和18年）8月19日）は、日本の海軍軍人（海兵52期卒）。｢伊165」時代には太平洋戦争開戦直後に英東洋艦隊の戦艦を発見したことでマレー沖海戦の端緒をつくり、｢伊17」時代にはガダルカナル島の戦いで最初の潜水艦輸送（丸通）を実施。また、商船攻撃においても戦果をあげた潜水艦長である。戦死による一階級昇進で最終階級は海軍大佐。

## 生涯
原田は岡山県出身で、海兵52期生である。1924年（大正13年）7月、下位の成績で海軍兵学校を卒業した。海兵52期生の遠洋航海は豪州方面に向かい、練習艦隊司令官・古川鈊三郎のもとで実務訓練を受けた。翌年12月、海軍少尉に任官。
原田は「呂68」、「呂65｣と旧式潜水艦での艦長勤務を経て、1941年（昭和16年）8月、｢伊165｣潜水艦長に補された。

### 伊165潜水艦長

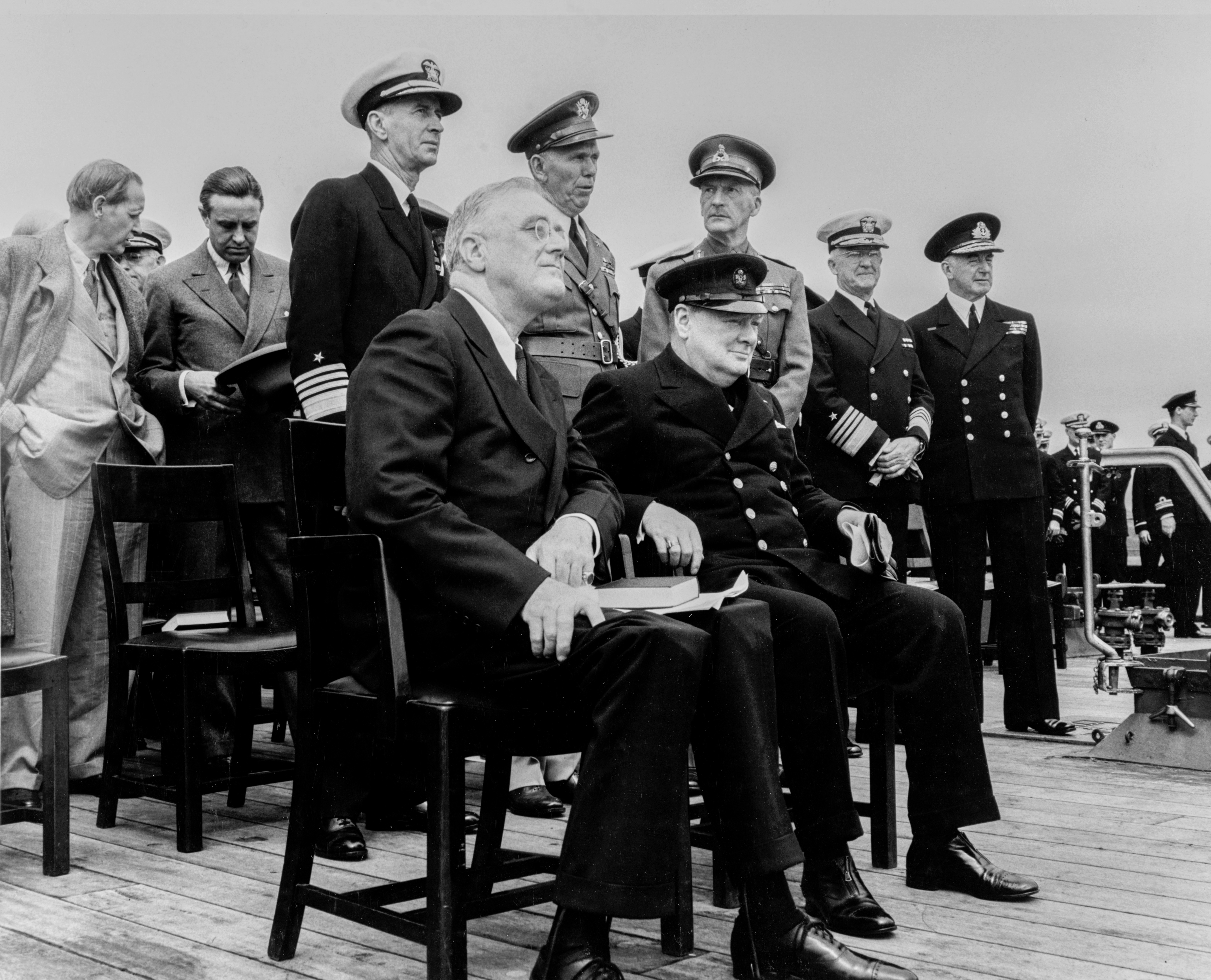
1941年、戦艦プリンス・オブ・ウェールズ艦上のチャーチル首相（前列右）とルーズベルト大統領。プリンス・オブ・ウェールズの喪失を寝室で聞いたチャーチルは｢一人でいたのがありがたかった｣と日記に記している。

#### マレー沖海戦
｢伊165｣は海大5型潜水艦の1番艦で、｢日本式潜水艦はようやくその体をなし｣と評価された海大3型の改良型である。最新鋭艦ではないものの、やはり｢呂65｣から転任し原田の後任艦長となる鳥巣建之助（海兵58期）は、｢潜水艦長としては、天にも昇る思い｣であったと回想している。｢伊165｣は南方作戦の責任部隊であった第二艦隊（近藤信竹司令長官）隷下の第五潜水部隊（指揮官は第五潜水戦隊司令官醍醐忠重）に属し、｢伊166｣とともに第三十潜水隊を構成した。同潜水隊の司令はレイテ沖海戦で重巡｢鈴谷｣艦長として戦う寺岡正雄（海兵46期）で、原田にとって同郷の先輩であった。寺岡は｢伊165｣に乗り組み、原田は司令潜水艦艦長としてマレー作戦に参戦する。
｢伊165｣は英東洋艦隊に備えるため、開戦時にはマレー半島東方で散開線についていた。イギリス東洋艦隊にはプリンス・オブ・ウェールズ、レパルスの2戦艦が配備されており、その動向はマレー作戦の帰趨に関わると考えられていた。その所在は日本海軍の大きな関心を集めていたが、中央散開線の最東端にあった｢伊165｣は両戦艦の発見に成功する。1941年（昭和16年）12月9日15時15分、原田が発した敵発見電は次の通りであった。
この発見電が端緒となり、翌日には帆足正音搭乗の索敵機（九六式陸攻）によって2戦艦の所在が再発見されマレー沖海戦が生起。陸上攻撃機部隊は航行中の2戦艦を撃沈したのである。軍令部で潜水艦を担当していた井浦祥二郎はこの「伊165」の発見電につき、「世に秘められた潜水艦の大きな功績というべき」としている。この後、「伊165」は乙潜水艦部隊に編入され、翌年1月にはフランス領インドシナのカムラン湾から出撃しインド洋方面で交通破壊戦に従う。「伊165」の戦果は1月に2隻（計6105t）、2月に2隻（計9961t）の商船撃沈とするものや、商船3隻（計6105t）、商船5隻とするものがある。

#### ミッドウェー海戦
1942年（昭和17年）3月には佐世保に戻って整備を受たが、第五潜水戦隊の各艦は老朽化のため修理が遅れ、5月24日に南洋諸島のクェゼリン環礁に進出し、ここでミッドウェー作戦を知らされることとなる。第五潜水戦隊が哨区についたのは6月4日以後であり、6月5日から開始されたミッドウェー海戦では乙散開線にあり、空母｢赤城」ら4空母被弾喪失後は、米海軍空母部隊捕捉を目的とした命令によって散開線を変更することを繰り返した。同海戦では｢伊168｣（田辺弥八潜水艦長）が、米空母ヨークタウンを撃沈する戦果をあげたものの、潜水艦の使用法に問題があった。
作戦前の5月18日、連合艦隊水雷参謀有馬高泰が潜水艦を担当する第六艦隊に作戦計画を説明するが、使用予定であった潜水艦14隻（「伊165｣を含む）は、予定日の6月2日までに哨区に就けるのは1隻のみという事実が判明する。しかし、連合艦隊司令部は作戦計画を変更せず、各潜水艦が予定哨区に就いた時点では米海軍空母部隊は通過済みであった。こうした潜水艦軽視は、連合艦隊司令部に潜水艦出身の参謀がいないことや、5月初めに行われた図上演習に第六艦隊を参加させていないという事実にも現れている。戦後防衛庁で戦史編纂を行った潜水艦出身の坂本金美は、散開線の移動に適切さを欠き、頻繁な散開線の変更は図上作戦通りにはいかないと指摘した。この点が改善されるのは1943年末のことである。「伊165」は6月に佐世保に帰港し、原田は退鑑した。

### 伊17潜水艦長

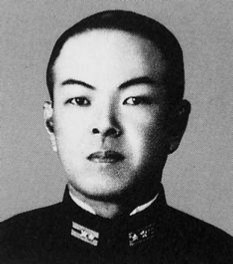
第一潜水戦隊の僚艦「伊19」潜水艦長木梨鷹一海軍中佐（当時）

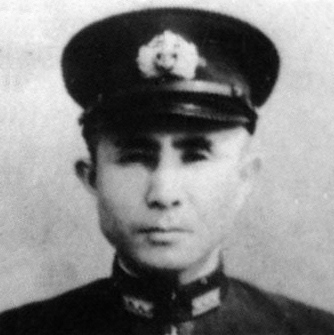
同じく「伊26」潜水艦長横田稔海軍中佐（当時）

#### ガダルカナルの戦い
｢伊17」は1941年1月に竣工した新鋭艦で、日本海軍潜水艦部隊の精鋭で構成される第一潜水戦隊（山崎重暉司令官）第一潜水隊に属した。原田は7月15日付けをもって横須賀で着任する。この際、僚艦の｢伊19｣潜水艦長に着任したのが木梨鷹一であり、｢伊26｣潜水艦長が横田稔である。1942年（昭和17年）8月にはアメリカ軍のガダルカナル島進出が始まり、原田は僚艦とともに南方に出撃した。第一潜水戦隊は戦場へ急行するため雷撃を警戒して之字運動（ジグザグ航行）を行いながらも、昼夜の別なく水上16節で航行した。その中途で敵機動部隊発見の報が入り、｢伊17｣ら第一潜水戦隊は散開線につく。当初は東経164度南緯9度付近、次いで東経163度南緯13度付近、東経164度南緯10度付近と移動を続け、原田は第二次ソロモン海戦が戦われた8月24日には敵機動部隊を発見したが襲撃には至っていない。｢伊26｣は米空母サラトガを雷撃し、戦線離脱に追い込んだ。第一潜水戦隊は引き続き散開線に就き、9月15日、｢伊19｣が米空母ワスプを撃沈した。｢伊17｣はその後も敵増援部隊を阻止するためサントクリストバル島南西で哨戒を行っている。
しかし、ガダルカナル戦の戦況は好転せず、水上艦艇による食料等の物資補給ができなくなっていた。そのため潜水艦による輸送（いわゆる丸通）が企図され、11月24日に最初の輸送が実施された。選ばれたのは原田の「伊17」と木梨の「伊19」で、当日は敵の警戒が厳重であるため中止し、原田は翌日に予定の半分の物資(11t)の揚陸に成功した。この際の「伊17」について連合艦隊参謀長の宇垣纏は陣中日誌『戦藻録』に「昨夜潜水艦によるガ島糧食その他の輸送は初日なりし・・・十七潜は沖合三十浬に敵魚雷艇を発見、潜航避退の後1730カミンボ沖に進入せるが陸上燈火の隠滅するを認めたる外、大発来らず遂に揚陸の目的を果さずして去れり」（11月25日）、「昨夜潜水艦によるカミンボに輸送敵機の警戒続くも陸岸に接近の際リーフに触衝、十一噸を揚陸出港せり」（11月26日）と書き記している。なお宇垣と原田は同郷人である。
12月、横須賀に帰港して修理を受け、1月には再び南方に出撃した。同月28日にはドラム缶輸送で10tの物資を輸送し、航空機の妨害により一部の揚陸はできなかったが輸送に成功している。｢伊17｣は甲潜水部隊に編入され、ガダルカナル撤退戦ではガダルカナル島南方で敵を待ったが戦果は無かった。3月上旬、原田はラエに向かう中途で乗船を撃沈され海上にあった陸軍関係者156名を、敵の妨害の中、救助している。

#### 戦死

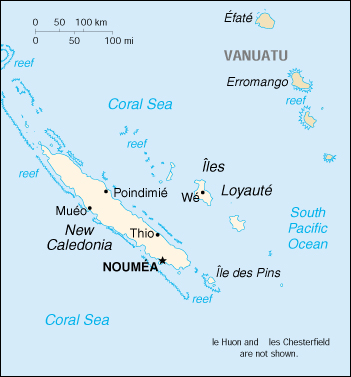
原田が戦没したヌーメアはニューカレドニアの都市で図中にNOUMEAとある

3月中旬には第一潜水戦隊司令官に古宇田武郎が就任し、｢伊17｣ら4隻はフィジー、サモア方面の交通破壊戦に移る。原田の｢伊17｣は1隻（10168t）を撃沈した。エスプリツサント、ヌーメアの偵察を行ったが、8月19日、哨戒機やニュージーランド海軍掃海艇トゥイと浮上砲戦を行った。原田は交戦中にヌーメア港への突撃を報せる電報を打ったが、「伊17」は撃沈された。｢伊17｣乗員は原田をはじめ97名が戦死したが、6名は救助されている。海兵52期の潜水艦長戦死者は原田、遠藤忍ら8名であった。原田の戦死日、戦没地は公式には1943年（昭和18年）10月24日、オーストラリア方面となっている。同期生の福地周夫は米側記録等を調査し、その正確な日付と戦没地を原田の遺族に伝えている。長男の返書には母（原田の妻）が1967年まで存命であったこと、自分が父の年齢を超えたこと、子供（原田の孫）が成長していることなどが記されていた。